# Ophioglossum rubellum
Ophioglossum rubellum là một loài dương xỉ trong họ Ophioglossaceae. Loài này được A. Braun mô tả khoa học đầu tiên năm 1868.
Danh pháp khoa học của loài này chưa được làm sáng tỏ. 